# I wojna angielsko-holenderska
Pierwsza wojna angielsko-holenderska toczyła się od 10 lipca 1652 r. do 5 kwietnia 1654 r.

## Wprowadzenie
Pierwsza wojna angielsko-holenderska 1652–1654 była pierwszą z czterech wojen stoczonych pomiędzy tymi mocarstwami. Wojna w całości rozgrywała się na morzu między flotami Commonwealthu i Zjednoczonych Prowincji Niderlandzkich. Przyczyną wojny były nieporozumienia w kwestii handlu morskiego, dążenie obu stron do objęcia przewagi w handlu morskim i ogłoszenie w październiku 1651 r. Aktu Nawigacyjnego (Navigation Act) zezwalającego na import towarów do Anglii wyłącznie okrętom brytyjskim, kolonialnym lub kraju, z którego pochodził dany towar. Akt ten był skierowany wyraźnie przeciwko Holendrom, którzy byli wówczas głównymi pośrednikami w handlu z Anglią. Konflikt dodatkowo zaostrzył się, w momencie gdy holenderski admirał Maarten Tromp odmówił udzielenia flagowego salutu i wyrażenia zgody na przeszukanie własnego okrętu przez angielski szwadron. Wojnę zaczęły ataki na okręty handlowe przeciwnika. Wkrótce doszło też do większych starć obu flot wojennych.
W XVI w. Anglia i Niderlandy były państwami sprzymierzonymi podczas walk o władzę z Habsburgami. Oba państwa wspólnie zwyciężyły Hiszpańską Armadę, Anglia natomiast wspierała Holendrów w wojnie osiemdziesięcioletniej, wysyłając żołnierzy i złoto do Niderlandów. W rządzie Niderlandów zasiadł stały przedstawiciel angielski, koordynujący współpracę wojskową obu państw. Upadek hegemonii hiszpańskiej pod koniec wojny trzydziestoletniej w 1648, doprowadził do nowego podziału kolonialnych posiadłości portugalskich i hiszpańskich. Współzawodnictwo w pozyskiwaniu kolonii, sprawiło, że oba sprzymierzone państwa szybko stały się zawziętymi konkurentami. Po podpisaniu traktatu pokojowego z Hiszpanią, Holendrzy starali się zmniejszyć silną pozycję handlową Anglików na Półwyspie Iberyjskim.
Do połowy XVII w. Holendrzy zbudowali największą w Europie flotę handlową. Produkcja kraju skierowana była niemalże w całości na handel morski, szczególnie na wody Morza Bałtyckiego. Kolejnym sukcesem Holendrów było zdobycie większości posiadłości portugalskich w południowej Azji, gdzie uzyskali przewagę w handlu przyprawami. Holendrzy starali się również wpłynąć na angielski handel morski z koloniami północnoamerykańskimi, wykorzystując szalejąca w Anglii wojnę domową. Po decydującym zwycięstwie nad hiszpańską flotą inwazyjną w bitwie pod Downs w 1639, wojna przeniosła się na ląd. Zaoszczędzone w ten sposób pieniądze przekazywano w całości na wojska lądowe. W 1652 zaledwie 50 okrętów było zdolnych do walk na morzu. Chcąc poprawić siłę floty, Holendrzy musieli uzbroić większość okrętów handlowych, które wyraźnie ulegały siłom brytyjskim.
Flota angielska prezentowała się znacznie okazalej. Po zwycięstwie w wojnie domowej, flota wspierała Olivera Cromwella w wojnach w Szkocji i Irlandii, blokowała także flotę księcia Ruprechta w Lizbonie. Flota przystosowana była do ochrony konwojowanych okrętów handlowych ze strony flibustierów, korzystających z portów niemalże całej Europy. 24 września 1650 r. generał Robert Blake pokonał flotę portugalską podczas gwałtownej burzy. Zatopił on przy tym okręt portugalskiego wiceadmirała, zdobywając dodatkowych 7 okrętów.
W 1651 flota brytyjska zajęła bastiony rojalistów na Isles of Scilly, Isle of Man oraz na wyspach kanału. Rok później generał George Ayscue odzyskał angielskie kolonie na Karaibach i w Ameryce Północnej. Dzięki prawom nadanym 10 listopada 1650 r. flota brytyjska uzyskała fundament ekonomiczny, nakładając na handel morski podatek w wysokości 15%. Wpływy z handlu wzmacniały flotę handlową, która strzegła okręty konwojów morskich.

## Wybuch wojny
Wsparcie francuskie dla rojalistów angielskich, zmusiło Commonwealth do wydania listów kaperskich (Letters of Reprisal), na mocy których piraci uzyskali pozwolenie atakowania francuskich jednostek i rabunku francuskich dóbr na okrętach neutralnych. Listy zezwalały na przeszukiwanie jednostek, wśród których wiele pochodziło z Niderlandów. W październiku 1651 parlament angielski wydał Akty Nawigacyjne, które zaogniły relacje z Holendrami. Sytuację pogorszyły wydarzenia z wiosny 1652 r., kiedy to George Ayscue napadł na 27 holenderskich jednostek handlujących z rojalistyczną kolonią na Barbadosie. Dodatkowo na rojalistów nałożone zostało embargo handlowe.
Po śmierci Wilhelma II polityka zagraniczna Zjednoczonych Niderlandów dostała się w ręce wielkich spółek handlowych w Amsterdamie i Rotterdamie. Dnia 3 marca 1652 r. Stany Generalne zadecydowały o powiększeniu floty, uzbrajając i przebudowując 150 okrętów handlowych.
Wiadomość o tym dotarła do Londynu w dniu 12 marca. Anglicy rozpoczęli przygotowania do wojny. Jako że obie strony nie były jeszcze w pełni gotowe do prowadzenia działań wojennych na pełna skalę, wybuch wojny opóźniał się. Dnia 29 maja 1652 r. doszło jednak do nieszczęśliwego spotkania floty niderlandzkiego admirała Maartena Trompa i generała Roberta Blake’a w okolicy Dover. Polecenie Cromwella o oddaniu salutu jednostce brytyjskiej, zostało zignorowane. W odpowiedzi na to Anglicy otworzyli ogień. Doszło do krótkiej bitwy morskiej pod Goodwin Sands. Tromp stracił w niej dwa okręty, udało mu się jednak wyprowadzić swój konwój na otwarte morze.

## Wojna
Początek konfliktu przypada na dzień 10 lipca 1652 r. W pierwszych miesiącach wojny Anglicy często atakowali holenderskie konwoje. Blake na czele 60 okrętów wysłany został na Morze Północne w celu przerwania handlu niderlandzkich okrętów rybackich. Ayscue tymczasem na czele mniejszej floty strzegł ujścia kanału. Dnia 12 lipca 1652 r. dostrzegł on niderlandzki konwój, wracający z Portugalii. Anglicy zdobyli w ataku 7 okrętów przeciwnika a 3 zatopili. W odpowiedzi na to Tromp na czele 96 okrętów wyruszył z portu w celu zaatakowania Ayscue’a. Niestety przeciwne prądy morskie uniemożliwiły mu wpłynięcie do Kanału. W tej sytuacji admirał skierował swoje siły na Morze Północne, w celu ataku na siły Blake’a. Tromp napotkał angielską flotę w rejonie Wysp Szetlandzkich, po czym doszło do walki. Dnia 26 sierpnia 1652 r. Ayscue zaatakował konwój holenderski dowodzony przez komandora Michiela de Ruytera. W bitwie morskiej pod Plymouth Anglicy zostali jednak pokonani a Ayscue stracił swoje stanowisko. Podobny los spotkał Trompa, którego stanowisko zajął wiceadmirał Witte de With. Chwilowo konwoje niderlandzkie były bezpieczne, co skłoniło Witha do próby odzyskania kontroli na morzu. W bitwie pod Kentish Knock dnia 8 października 1652 r. Holendrzy zaatakowali flotę angielską w pobliżu ujścia Tamizy. Zostali jednak odparci z dużymi stratami. Parlament angielski po bitwie sądził, że Holendrzy zostali już całkowicie pokonani i wysłał 20 okrętów w rejon Morza Śródziemnego, chcąc wzmocnić tam swoje wpływy. Po tym podziale floty, Blake’owi pozostały jedynie 42 okręty do dyspozycji, podczas gdy Holendrzy podjęli działania mające na celu wzmocnienie floty. Kolejna bitwa zakończyła się porażką Brytyjczyków w bitwie morskiej pod Leghorn (hol. Livorno) w marcu 1653 r. Zwycięstwo to dało Holendrom kontrolę w Kanale i na Morzu Północnym. Jednostki brytyjskie w rejonie Morza Śródziemnego zostały zablokowane w portach.
Pomimo tych sukcesów Niderlandy były słabo przygotowane do dalszej wojny morskiej. Ze skarbu państwa musiano przelewać olbrzymie kwoty na nowe zaciągi marynarzy. Pojawił się spór, na co przeznaczać pieniądze: na wojnę morską czy obronę lądu przed spodziewaną inwazją brytyjska. Nie będąc w stanie obronić wszystkich kolonii, Holendrzy stracili wkrótce swoje ziemie w Brazylii na rzecz Portugalczyków.
Zimą 1652–1653 r. Anglicy odbudowywali swoją flotę, analizując sytuację. Blake zaproponował stosowanie taktyki liniowej w kolejnych bitwach. W lutym 1653 r. Anglicy byli gotowi do walk. W trakcie trzydniowej bitwy w okolicy Portland w marcu i dwudniowej bitwy pod Gabbard w czerwcu 1653 r. Holendrzy zostali z powrotem zapędzeni do swoich portów ojczystych.
Ostatnia bitwa morska tej wojny odbyła się w sierpniu pod Scheveningen. Holendrzy próbowali przerwać blokadę brytyjską, jednak po ciężkich walkach, które obu stronom przyniosły wielkie straty, zmuszeni byli wycofać się do Texel. Także Anglicy na skutek dużych strat zmuszeni byli przerwać blokadę. W walce zginął m.in. admirał Tromp. Śmierć tego dowódcy wyraźnie osłabiła morale Holendrów, którzy zaczęli dążyć do zakończenia wojny. Podobna propozycja wyszła wkrótce z Anglii, gdzie Cromwell zażądał od parlamentu zakończenia działań wojennych.
Rozmowy pokojowe zakończyły się dnia 8 maja 1654 r. podpisaniem układu w Westminster. Holendrzy uznali w nim Commonwealth i zapowiedzieli respektowanie Aktów Nawigacyjnych. W wyniku układu Holendrzy dodatkowo zobowiązali się do oddawania salutów okrętom przeciwnika i wypłacenia odszkodowania kupcom angielskim.
Podpisanie układu nie zakończyło mimo to nieporozumień między oboma państwami w koloniach. Przodowały w tym spółki handlowe, które same wystawiały własne armie i floty do obrony interesów handlowych. Traktat nie przerwał dążeń Holendrów do poprawy uzbrojenia i rozbudowy swojej floty handlowej. Oba kraje szykowały się do drugiej wojny morskiej.
Wydarzenia I wojny angielsko-holenderskiej
- 1652 Bitwa morska pod Dover (29 maja 1652)
- 1652 Bitwa morska pod Plymouth (26 sierpnia 1652)
- 1652 Bitwa morska pod Elbą (6 września 1652)
- 1652 Bitwa morska pod Kentish Knock (8 października 1652)
- 1652 Bitwa morska pod Dungeness (10 grudnia 1652)
- 1653 Bitwa morska pod Portland (10 marca – 12 marca 1653)
- 1653 Bitwa morska pod Livorno (14 marca 1653)
- 1653 Bitwa morska na płyciźnie Gabbard (12 czerwca – 13 czerwca 1653)
- 1653 Bitwa morska pod Scheveningen (8 sierpnia – 10 sierpnia 1653)